# Chromousambilla latistriata
Chromousambilla latistriata is een rechtvleugelig insect uit de familie Lentulidae. De wetenschappelijke naam van deze soort is voor het eerst geldig gepubliceerd in 1929 door Ramme.
1. ↑  (en) Chromousambilla latistriata op de IUCN Red List of Threatened Species.